# 572

## Починали
- Албоин (Alboin), крал на лангобардите (* преди 526; † 28 юни 572)